# Orny Adams
Orny Adams, född som Adam Jason Orenstein den 10 november 1970 i Lexington i Massachusetts, är en amerikansk skådespelare, komediförfattare och ståuppkomiker. Han är mest känd för att spela rollen som Bobby Finstock i MTV-serien Teen Wolf, samt i dess långfilm från 2023.

## Filmografi (i urval)

### Filmer
- 2002 – Comedian
- 2009 – Funny People
- 2023 – Teen Wolf: The Movie

### TV-serier
- 2000 – The Late Show with David Letterman (TV-serie)
- 2004–2007 – The Tonight Show with Jay Leno (TV-serie)
- 2007 – Tom Green's House Tonight (TV-serie)
- 2011–2017 – Teen Wolf (TV-serie)
- 2015 – Just for Laughs (TV-serie)
- 2017 – Conan (TV-serie)